# Saône-et-Loire
Koordináták: é. sz. 46° 40′, k. h. 4° 42′46.666667°N 4.700000°E
Saône-et-Loire (IPA: [ˌsoːneˈlwaʁ]) megyét az alkotmányozó nemzetgyűlés 1790. március 4-ei határozata nyomán hozták létre a francia forradalom idején.

## Elhelyezkedése
Saône-et-Loire megye Burgundia-Franche-Comté régió (2015 végéig Burgundia régió) része. Északon a Côte-d’Or, délkeleten az Ain, keleten a Jura, délen a Rhône és a Loire, nyugaton az Allier, északnyugaton a Nièvre megyék határolják.

## Települések
A megye legnagyobb városai 2011-ben:

| Település          | Népesség (fő, 2011) |
| ------------------ | ------------------- |
| Chalon-sur-Saône   | 44 985              |
| Mâcon              | 33 730              |
| Le Creusot         | 22 783              |
| Montceau-les-Mines | 19 372              |
| Autun              | 14 256              |
| Paray-le-Monial    | 9 107               |
| Saint-Vallier      | 9 049               |
| Digoin             | 8 303               |
| Gueugnon           | 7 512               |
| Charnay-lès-Mâcon  | 6 827               |